# Lehmberg (Kolomansberg)
Der Lehmberg ist ein 1027 m ü. A. hoher Gipfel im österreichischen Bundesland Salzburg direkt an der oberösterreichischen Landesgrenze. Unweit östlich steht das Kolomanstaferl (1010 m ü. A.) als Landmarke.

## Lage und Landschaft
Die bewaldete Kuppe liegt zwischen Wallersee, Irrsee (Zellersee) und Thalgau im Massiv des Kolomansbergs, der östlichen Gruppe der Mondseer Flyschberge und nordwestlichen der Salzburger Voralpen. Im Gratzug zeichnet sie sich wenig ab. Hier zweigt vom Hauptgrat des Massivs, der vom gut 1½ Kilometer südlich liegenden Kolomansberg-Gipfel (1114 m ü. A.) nordwärts im Irrsberg am Alpenrand ausläuft, derjenige Kamm ab, der über die Große Plaike (1034 m ü. A.) im Zifanken oberhalb Henndorf am Wallersee endet. Der Berg bildet damit den Zentralpunkt des Massivs. Der Berg bildet die Gemeindegrenze Thalgau zu Neumarkt am Wallersee, die Landesgrenze passiert knapp 500 Meter östlich auf der Schulterhöhe Kolomanstaferl.

## Geologie und Hydrographie
Geologisch zählt der Lehmberg zur Flyschzone, er besteht aus Oberkreideflysch, und zwar im Gipfelbereich Altlengbach-Formation (Maastrichtium–Thanetium, Wende Kreide/Paläozän, 70–50 Mio. Jahre), nördlich und östlich davon aber teilweise Zementmergelserie (Coniacium–Campanium, ca. 90–70 Mio. Jahre alt). Diese Verfaltelung ist für die Mondseer Flyschberge typisch und wiederholt sich mehrmals bis zum Alpenrand.
Südlich entwässert der Fischbach Richtung Thalgau zur Fuschler Ache (Griesler Ache) und zum Mondsee. Östlich geht der Hausstätter Graben direkt zum Irrsee, der ebenfalls zum Mondsee entwässert. Nördlich entspringt der Steinbach, der über Neumarkt in den Wallersee mündet. Damit bildet der Gipfel auch die Wasserscheide zwischen Salzach-Gebiet (zum Inn) und Einzugsgebiet der Ager (zur Traun). Die Wasserscheide Irrsee/Zeller Ache zu Fuschler (Griesler) Ache, den beiden Hauptzubringern des Mondsees, liegt beim Kolomanstaferl und geht von dort zum Kolomansberggipfel.

## Wege und Kultur
Der Berg ist von allen Seiten leicht auf Forststraßen und diversen Wanderwegen erreichbar. Am Kamm verlaufen der Arnoweg (Etappe 58 Thalgau – Irrsdorf) und Via Nova (Verbindung Teile 4 und 5 von Neumarkt über Sommerholz oder von Henndorf an der Großen Plaike vorbei oder Bergvariante von Irrsdorf; und von hier nach Mondsee).
Das Kolomanstaferl ist ein altes Flurdenkmal, das wie der ganze Kolomansberg und die Kolomansbergkirche an den Heiligen Koloman erinnert. Es markiert auch die alten Pfarr- und Gerichtsgrenzen. Solche Denkmale (Kreuze, Bildbäume) finden sich am Kamm der Kolomansbergs etliche, besonders ist das Anbringen von Totenbrettern an Bäumen hier bis heute üblich, am besten erhalten ist der Brauch im Totenbretter-Wald am Thalgauberg unterhalb.